# 親切なトム
『親切なトム』（Puppy Tale、1954年1月23日）は「トムとジェリー」の作品のひとつ。日本においては2025年1月1日以降パブリックドメインである。

## スタッフ
- 監督 - ウィリアム・ハンナ、ジョセフ・バーベラ
- 製作 - フレッド・クインビー
- 作画 - ケネス・ミューズ、エド・バージ、レイ・パターソン、アーヴン・スペンス
- 背景 - ジョン・ディドリック・ジョンソン
- 音楽 - スコット・ブラッドリー

## 作品内容
ある日の夜、ジェリーは車から袋が川へ投げ捨てられたのを目撃する。流されながらモゾモゾと動く袋を回収するジェリー。その中身はなんと六匹の子犬だった。
散り散りになる子犬たちにもみくちゃにされたジェリーは家に帰ろうとするが、一匹だけ尻に丸い模様のある子犬が彼に懐いてしまう。初めは放っておこうとしていたジェリーもその子犬を見捨てられず自分の巣穴の中へ連れて帰ろうとする。しかし子犬は小さな巣穴に入れなかったため家の玄関から入ることにした。
一方、ベッドの中で熟睡中のトム。起こさないよう静かに子犬を誘導するジェリーだが、子犬は家に入るなりトムのミルクを飲み始め、おまけにトムのベッドに割り入る始末。トムは子犬を外へつまみ出すがその度にジェリーが救出するため、ついにジェリー共々家の外へ追い出し玄関を施錠した。
気を取り直してトムは眠りにつこうとした。だがその途端に外では雷を伴う大雨が降り出す。それと同時にトムの脳裏にはジェリーと子犬を追い出した自分はスカンク（＝嫌な奴）であり、ジェリーと子犬が土砂降りの中で川に溺れて流されていく姿がよぎる。結局トムは2匹を見捨てられず、雷雨の中、口笛を途切れ途切れに吹きながらジェリー達を探し始めるのであった。そんな中トムは強風に煽られ川に落ちて自分が溺れてしまう。
その頃雨宿りをして眠っていたジェリーと子犬は「誰か、助けて！」ともがくトムの声を耳にし、救助した後家で介抱する。意識を取り戻したトムは自分が助けられた事を知り、渋々ミルクと小さなベッドを持ってきた。子犬を家に置くことを許したようである。大喜びの子犬は冒頭で散り散りになった仲間の子犬たちを家の中に呼び、全員でミルクを飲み始める。そんな仲間想いな光景をトムとジェリーは微笑ましく見つめるのであった。
本作はギャグ描写が殆ど無い珍しい話となっている。

## 登場キャラクター
トム
子犬に自分のミルクを横取りされ、かつ自身の寝床も奪われたことに憤慨し、ジェリーと子犬を外へ追い出す。その後、ジェリーらの身を案じ大雨の中捜索に向かうが川に落ちてしまう。やがて子犬とジェリーに救出され、お礼に子犬にミルクと寝床を差し出した。
ジェリー
自身の後をつけてきた子犬をトムの家へ入れる。当初は子犬共々トムに追い出されるが、その後捜索中に溺れたトムを子犬と協力して救出。家に戻ると助けたトムに暖炉の火で温めたスープを飲ませて介抱する。最後は意識を取り戻したトムが子犬たち全員を迎え入れたことに安堵した。
子犬たち
飼い主に袋ごと川に投げ捨てられた六匹の犬。ジェリーに救われた後は散り散りに走り去るが、尻に丸い模様がある一匹のみはジェリーに懐きそのままジェリーの世話になる。ジェリーの誘導を無視して勝手にトムのミルクや寝床を横取りするなど幼い故に自由奔放な行動によってトムとジェリー双方を困らせる。当初はジェリー共々トムに追い出されるが、トムが溺れた音を耳にし、ジェリーと共に大急ぎで溺れたトムを助ける。最後は仲間である残り五匹の子犬も含め、無事に迎え入れられた。
子犬の飼い主
夜に車で通りかかると、六匹の子犬たちが入った袋を橋の上から川に投げ捨てて立ち去った。